# Burg Moosburg (Moos)
Die Burg Moosburg ist eine abgegangene Burg bei Moos, einer Gemeinde im Landkreis Konstanz in Baden-Württemberg.
Die Burg könnte um 1300 von den Herren zu Moseburg erbaut worden sein. Von der ehemaligen Burganlage ist nichts erhalten. Ob die Burg jemals existierte, ist bis heute fraglich.